# Vulvoz
Vulvoz ist eine Gemeinde im französischen Département Jura in der Region Bourgogne-Franche-Comté.

## Geographie
Vulvoz liegt auf 715 m, etwa neun Kilometer südwestlich der Stadt Saint-Claude (Luftlinie). Das Bauerndorf erstreckt sich im Jura, in einem sich nach Westen öffnenden Talkessel am Fuß des Hochplateaus der Combe Mathieu.
Die Fläche des 4,49 km² großen Gemeindegebiets umfasst einen Abschnitt des französischen Juras. Der Hauptteil des Gebietes wird vom Talkessel von Vulvoz eingenommen, der im Norden, Osten und Süden von steilen, teilweise von Felsbändern durchzogenen Hängen umsäumt wird. Die Grenze befindet sich auf der Oberkante, die zu einem Hochplateau überleitet. In der Nähe der Belvédère de Sur Cuchet wird mit 1000 m die höchste Erhebung von Vulvoz erreicht. Entwässert wird der Talkessel durch den Dorfbach von Vulvoz nach Westen zum tief in die Jurahöhen eingeschnittenen Longviry (Zufluss der Bienne). Das Gemeindegebiet ist Teil des Regionalen Naturparks Haut-Jura (frz.: Parc naturel régional du Haut-Jura).
Nachbargemeinden von Vulvoz sind Larrivoire im Norden, Les Bouchoux im Osten, Choux im Süden sowie Rogna im Westen.

## Geschichte
Erstmals urkundlich erwähnt wird Vulvoz im 13. Jahrhundert. Es gehörte damals zum Besitz der Abtei Saint-Claude. Im ausgehenden Mittelalter bildete das Dorf eine eigene kleine Herrschaft. Zusammen mit der Franche-Comté gelangte Vulvoz mit dem Frieden von Nimwegen 1678 an Frankreich.

## Bevölkerung
| Jahr                       | 1962 | 1968 | 1975 | 1982 | 1990 | 1999 | 2008 | 2017 |
| Einwohner                  | 40   | 33   | 16   | 12   | 11   | 16   | 17   | 20   |
| Quellen: Cassini und INSEE |      |      |      |      |      |      |      |      |

Mit 22 Einwohnern (Stand 1. Januar 2022) gehört Vulvoz zu den kleinsten Gemeinden des Départements Jura. Nachdem die Einwohnerzahl in der ersten Hälfte des 20. Jahrhunderts markant abgenommen hatte (1901 wurden noch 101 Personen gezählt), wurden seit Mitte der 1970er Jahre nur noch geringe Schwankungen verzeichnet.

## Wirtschaft und Infrastruktur
Vulvoz war bis weit ins 20. Jahrhundert hinein ein vorwiegend durch die Landwirtschaft, insbesondere Viehzucht und Milchwirtschaft, sowie durch die Forstwirtschaft geprägtes Dorf. Die Wasserkraft des Dorfbaches wurde schon früh für den Betrieb einer Mühle genutzt. Noch heute leben die Bewohner zur Hauptsache von der Tätigkeit im ersten Sektor. Außerhalb des primären Sektors gibt es keine weiteren Arbeitsplätze in der Gemeinde.
Die Ortschaft liegt abseits der größeren Durchgangsstraßen an einer Departementsstraße, die von Molinges im Tal der Bienne nach Choux führt. Eine weitere Straßenverbindung besteht mit Larrivoire.